# Rad50
RAD50 homolog (S. cerevisiae), também conhecida como RAD50, é uma proteína que nos humanos é codificada pelo gene RAD50.

## Função
A proteína codificada por este gene é altamente similar à Rad50 de Saccharomyces cerevisiae, uma proteína envolvida na reparação de quebra da dupla cadeia de ADN.
Esta proteína forma um complexo com MRE11 e NBS1.
O complexo proteíco liga-se ao ADN e apresenta numerosas actividades enzimáticas que são necessárias para a conexão não homóloga dos extremos de ADN.
Esta proteína, cooperando com os seus parceiros, é importante na reparação de dupla cadeia de ADN,  activação do ponto de controlo do ciclo celular, manutenção do telómero e recombinação meiótica.
Estudo de knockout de genes do homólogo em ratos, sugere que este gene é essencial para o crescimento celular e viabilidade. Duas variantes de transcriptos, quebrados por splicing alternativo, que codificam diferentes proteínas, foram já reportados.